# Epidendrum puniceoluteum
Epidendrum puniceoluteum är en orkidéart som beskrevs av F.Pinheiro och Fábio de Barros. Epidendrum puniceoluteum ingår i släktet Epidendrum och familjen orkidéer. Inga underarter finns listade i Catalogue of Life.